# Krellenhäuser
Die Siedlung Krellenhäuser gehört zum Stadtteil Moschwitz der Stadt Greiz im Landkreis Greiz in Thüringen. Sie besteht aus einigen Fachwerk-Bauernhäusern.

## Lage
Die Krellenhäuser liegen südöstlich abseits von Moschwitz und westlich von Caselwitz. Sie sind durch die Kreisstraße 203 über Obergrochlitz an Greiz angebunden und über die Kreisstraße 512 an die Dörfer im Vogtländischen Oberland. Die Grenze zu Sachsen ist im Süden nur wenige hundert Meter entfernt.

## Geschichte
Die Krellenhäuser (früher „Crellenhäuser“) entstanden zu Anfang des 17. Jahrhunderts bei der Aufteilung Caselwitzer Flurstücke. Wann die Siedlung zur damals selbstständigen Gemeinde Moschwitz kam, ist nicht belegt.